# Су, Джули
Джули А. Су (англ. Julie A. Su; род. 19 февраля 1969, Висконсин) — американский политик, представляющий Демократическую партию. Исполняющая обязанности министра труда США с 11 марта 2023 года.

## Биография
Джули Су — американка в первом поколении, её мать иммигрировала в США из Китая, а отец — из Тайваня. Родилась в городе Мадисон (Висконсин), позднее семья переехала в Калифорнию.
Получила степень бакалавра искусств в Стэнфордском университете и степень доктора юриспруденции в Гарвардской школе права. Занималась защитой гражданских прав, в 1995 году получила известность своим участием в ликвидации потогонной швейной мастерской в калифорнийском Эль-Монте, где 72 тайских рабочих трудились от зари до зари, получая менее 2 долларов в час. В 2001 году получила грант Фонда Макартуров в признание заслуг в борьбе за гражданские права наиболее ущемлённых слоёв населения. Возглавляла Агентство по развитию трудовых отношений в администрации губернатора Калифорнии. В 2021 году была назначена заместителем Марти Уолша — министра труда в кабинете Джо Байдена, заручившись поддержкой всех сенаторов-демократов и не получив ни одного голоса республиканцев.
В конце февраля 2023 года выдвинута президентом Джо Байденом на должность министра труда США.